# Паникале
Паника́ле (итал. Panicale) — коммуна в Италии, располагается в области Умбрия, подчиняется административному центру Перуджа.
Население составляет 5623 человека (на 2004 г.), плотность населения составляет 68 чел./км². Занимает площадь 78 км². Почтовый индекс — 6064. Телефонный код — 075.
Святым покровителем населённого пункта почитается Архангел Михаил, день памяти отмечается 29 сентября.